# Guotejaure
Guotejaure är en sjö i Strömsunds kommun i Jämtland och ingår i Ångermanälvens huvudavrinningsområde. Sjön har en area på 0,0911 kvadratkilometer och ligger 580,1 meter över havet. Guotejaure ligger i Frostvikenfjällen Natura 2000-område. Sjön avvattnas av vattendraget Väster-Svevan.

## Delavrinningsområde
Guotejaure ingår i det delavrinningsområde (715178-145117) som SMHI kallar för Inloppet i 715039-145106. Medelhöjden är 573 meter över havet och ytan är 2,3 kvadratkilometer. Det finns ett avrinningsområde uppströms, och räknas det in blir den ackumulerade arean 3,48 kvadratkilometer. Väster-Svevan som avvattnar avrinningsområdet har biflödesordning 4, vilket innebär att vattnet flödar genom totalt 4 vattendrag innan det når havet efter 291 kilometer. Avrinningsområdet består mestadels av skog (74 procent) och sankmarker (17 procent). Avrinningsområdet har 0,21 kvadratkilometer vattenytor vilket ger det en sjöprocent på 9,3 procent.